# Mahtab Keramati

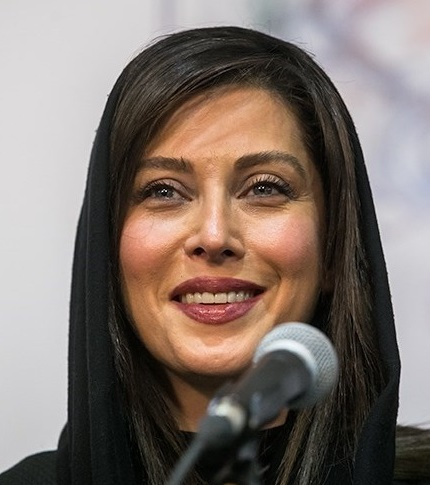
Mahtab Keramati in 2018

Mahtab Keramati (Teheran, 17 oktober 1970) is een Iraanse actrice, filmproducent, kinder- en vrouwenrechtenactivist en artistiek directeur. In augustus 2006 werd ze benoemd tot UNICEF Goodwill and Peace-ambassadeur in Iran.

## Carrière
Keramati volgde acteercursussen toen ze werd gecast in de rol van Helen in The Men of Angelos. De film leverde haar nationale erkenning op. Later verscheen ze in films als Mummy III en Rain Man, waarvoor ze werd genomineerd voor een Crystal Simorgh op het Fajr International Filmfestival. Vervolgens verscheen ze in drama's als Saint Mary en Crimson Soil en de films Hell, Purgatory, Heaven, There Are Things You Don't Know, Alzheimer en The Private Life of Mr. en Mevr. M. Ze won een Crystal Simorgh voor beste vrouwelijke bijrol voor Twenty. In 2015 won ze de prijs voor beste acteur op het Imagineindia Film Festival. Ze was ook juryli dvan het Dhaka Film Festival.

## Charitatieve en filantropische activiteiten
Na de aardbeving in Bam op 26 december 2003 benaderde ze filantropie en liefdadigheidswerk en op 30 december was ze een van de kunstenaars die deelnamen aan een liefdadigheidsbijeenkomst voor de bevolking van Bam die getroffen was door de aardbeving. Vanaf 2013 houdt ze zich bezig met de vrijlating van gevangenen die tot aartsvijand zijn veroordeeld en spant ze zich in om bloedgeld in te zamelen en voldoening te verkrijgen van familieleden. In die zin is Shahab Moradi een van haar metgezellen geweest.

## Filmografie

### Films
- Mardi Azense Bolour (1999)
- Mumiyayi 3 (2000)
- Mard Barani (2000)
- Behesht az ane To (2000)
- Molaghat ba Tooti (2003)
- Shahe Khamoosh (2003)
- Hashtpa (2005)
- Redding om 8:20 (2005)
- Hess-e Penhan (2007)
- De beloning van stilte (2007)
- Adam (2007)
- Atash-e Sabz (2008)
- Shirin (2008)
- Tardid (2009)
- Vrouwen zijn engelen (2009)
- Doozach Barzakh Behesht (2009)
- Bist (2009)
- Shabane Rooz (2010)
- Adamkosh (2010)
- There Are Things You Don't Know (2010)
- Alzheimer (film)|Alzheimer (2011)
- Horses are Noble Animals (2011)
- Het privéleven van dhr. & Mevr. M (2012)
- Kans (2012)
- Het vierde kind (2013)
- Onbedoeld (2014)
- Hussein Who Said No
- Asbah (2014)
- Arghavan (2014)
- Jameh Daran (2015)
- IJstijd (2015)
- BIAFF Filmfestival-promovideo 2017 (2017)
- Mazar-i-Sharif[3][4]

### Televisie
- The Men of Angelos (1998)
- Saint Mary (2002)
- Khake Sorkh (2002)

- Library of Congress Control Number: n2009205058
- Nationale Bibliotheek van Israël: 987012651241405171
- Virtual International Authority File: 106759675
- WorldCat: E39PBJfGYPfQ6H6w8DxwqDRYfq